# Rue de la Bûcherie
Rue de la Bûcherie är en gata i Quartier Latin i Paris 5:e arrondissement. Gatan är uppkallad efter den gamla stadsporten Port de la Bûcherie  (även kallad port au bois) vid Quai de la Rapée.